# Гурджаанская и Велисцихская епархия
Гурджаанская и Велисцихская епархия (груз. გურჯაანისა და ველისციხის ეპარქია) — епархия Грузинской православной церкви, расположенная на границе внешней Кахетии и Алазанской равнины — на территории северо-восточных предгорий Гомборского хребта. Включает город Гурджаани и Гурджаанский муниципалитет. Согласно нынешнему епархиальному делению Грузии, она граничит: на востоке с Бодбийской и Некресской епархиями; на западе — Сагареджо-Ниноцминдская епархия; на севере — Алавердская епархия.

## История
5 апреля 1995 года Решением Священного Синода Грузинской православной церкви была учреждена Сагареджо-Гурджаанская епархия. 14 сентября 2002 года решением Священного Синода Грузинской церкви эта епархия была разделена на две: Сагареджойскую и Ниноцминдскую и Гурджаанскую и Велисцихскую епархию.

## Епископы
- c 18 августа 2003 — Евфимий (Лежава)